# Енот против Енота и друзей
«Енот против Енота и друзей» (англ. Coon vs. Coon and Friends) — эпизод 1413 (№ 208) сериала «Южный Парк», премьера которого состоялась 10 ноября 2010 года. Эпизод является непосредственным продолжением эпизодов «Енот 2: Послевидение» и «Восхождение Мистериона».

## Сюжет
Енот (Картман), хитростью заставив Ктулху работать на себя, старается натравить его на команду «Енота и его друзей» (англ. Coon and Friends), которые выгнали его из команды в эпизоде «Енот 2: Послевидение». Мистерион (Кенни) пытается рассказать друзьям о том, что он действительно обладает суперспособностью: рассказывает о том, как умирал раньше, а потом у них на глазах стреляет себе в голову — а также хочет узнать, откуда появилась эта способность и как от неё избавиться. Тем временем Енот возвращается «на базу» у себя в подвале и выманивает ребят на улицу. Ктулху отправляет их в Тёмное Забвение, из которого вызволить свою команду под силу лишь Мистериону. Мистерион убивает себя, чтобы задействовать свои способности, и, как обычно, просыпается у себя в спальне. Кроме Мистериона, в другую реальность не попал также Брэдли — мальчик-супергерой, выступающий под именем Мятно-ягодный хруст (англ. Mint Berry Crunch), тактически отступивший к себе домой. Оба героя пытаются узнать о собственных суперсилах и одолеть Енота и его нового друга Ктулху. В итоге оказывается, что Мятно-ягодный хруст обладает особыми мятно-ягодными силами, которые помогают ему одолеть Ктулху и вернуть остальных мальчиков из параллельного мира. Енота сажают в клетку к Профессору Хаосу, а Мистерион, устав от попыток рассказать обо всём друзьям, вновь застреливается со словами: «Что-то я устал, пацаны. Пойду-ка я прилягу».

## Смерть Кенни
- В начале серии Кенни, расстроенный тем, что никто не помнит его смертей, стреляет себе в голову.
- В середине серии, Кенни снова убивает самого себя (чтобы воскреснуть дома и спасти своих друзей), прыгая на шипы.
- В конце серии Кенни снова стреляет себе в голову, и родители Кенни рождают малыша, надевая на него парку.

Впервые за одну серию Кенни погибает целых 3 раза, и каждый раз причиной его смертей являются самоубийства.

## Факты
- Ктулху — прямая отсылка к произведениям о «Мифах Ктулху», созданных Говардом Лавкрафтом.
- В этом эпизоде становится известна фамилия Брэдли — Биггл (англ. Biggle), также выясняется, что он брат девушки-гота Генриетты.
- Картман оказывается единственным, кто помнит о смерти Кенни.
- Хотя Джастин Бибер и канадец, но он нарисован как нормальный человек (без характерной «канадской» прыгающей головы).
- Сцена, где Картман ложится на спину Ктулху, пародирует мультфильм Ghibli Studio «Мой сосед Тоторо».
- В комнате готов на стене висят демотиватор и постер игры Call of Cthulhu: Dark Corners of the Earth.
- История Брэдли — ещё одна пародия на историю Супермена (предыдущая была в эпизоде «Енот 2: Послевидение»).
- Название песни, которую Картман напевает по пути домой — «Faith» Джорджа Майкла.
- Произнесение Мятно-ягодным хрустом Шаблагу и последующая трансформация является отсылка к супергерою Шазаму.

## Отсылки к другим эпизодам
- В заставке этой и следующей серии Мистерион появляется на несколько секунд и падает, поскольку он оказался картонкой. Это отсылка к прошлой части, где Кенни доказывает, что он и есть Мистерион. В последующих сезонах Мистерион в заставке присутствовать не будет.
- В этом эпизоде Кенни умирает 3 раза, каждый раз после гибели рождаясь у своих родителей в оранжевой парке и просыпаясь следующим утром в своей спальне, как это уже было показано в эпизоде «Картман вступает в NAMBLA».